# Gräfin-von-Maltzan-Kaserne

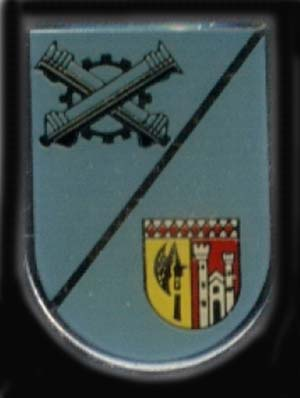
Internes Verbandsabzeichen des ehemaligen Munitionsdepots Ulmen

Die Gräfin-von-Maltzan-Kaserne in Ulmen (Rheinland-Pfalz) ist eine Liegenschaft der Bundeswehr, in der seit 2005 die Schule für Diensthundewesen der Bundeswehr untergebracht ist. Von 1959 bis 2001 war sie ein Munitionsdepot und Munitionsaußenlager.

## Lage
Die Kaserne befindet sich im Hochpochtener Wald in einem ehemaligen Munitionsdepot etwa viereinhalb Kilometer ostwärts der Gemeinde Ulmen und etwa fünf Kilometer nördlich des Fliegerhorsts Büchel, wo das Taktisches Luftwaffengeschwader 33 stationiert ist. Etwa drei Kilometer südostwärts liegt ein Sonderwaffenlager für die Nukleare Teilhabe der NATO. Etwa zweieinhalb Kilometer nordnordwestlich lag eine Ende September 2003 geschlossene Außenstelle des Wehrbereichsbekleidungsamtes IV in Höchstberg. Drei Kilometer westlich ist eine Standortschießanlage und fünf Kilometer westlich befand sich die am 25. Juni 1997 geschlossene Eifel-Maar-Kaserne. Hauptnutzer jener Kaserne waren das III. Bataillon des Luftwaffenausbildungsregiment 2 und das IV. Bataillon des Luftwaffenausbildungsregiment 1.

## Benennung
Die Kaserne wurde anlässlich des 50-jährigen Bestehens der Diensthundeschule der Bundeswehr am 8. August 2008 nach Maria Gräfin von Maltzan benannt. Zuvor war sie namenlos. In der Standortdatenbank der Bundeswehr wurde die Liegenschaft lediglich als „Depot Ulmen“ bezeichnet.

## Geschichte
Das Munitionsdepot Ulmen (MunDp Ulmen) wurde am 1. April 1959 aufgestellt. Damit begann die Nutzung der Liegenschaft durch die Bundeswehr. Zuvor waren auf dem Gelände französische Streitkräfte. Ende der 1980er Jahre wurde das Depot nach fast 20 Jahren Planung für 50 Millionen Deutsche Mark in vier Bauabschnitten erweitert. Zum 1. Oktober 1994 wurde es in Munitionsaußenlager Ulmen (MunALgr Ulmen) umbenannt. Dieses wurde mit Ablauf des 31. März 2001 außer Dienst gestellt. Nach einigen Jahren Leerstand zog die Diensthundeschule der Bundeswehr aus dem Mobstützpunkt Bubenheim in Koblenz in die Liegenschaft ein. Teile der etwa 50 Munitionslagerhäuser wurden für die Ausbildung der Diensthunde umgebaut und eine Hundezwingeranlage entstand. Die abgeschiedene Lage verhindert die Störung von Anwohnern durch Hundelärm.

## Dienststellen
Einzige Dienststelle in der Kaserne ist derzeit die Schule für Diensthundewesen der Bundeswehr mit den Bereichen:
- Inspektion
- Diensthundeklinik
- Abteilung Lehre/Ausbildung

Ehemalige Dienststellen in der Liegenschaft waren:
- Munitionsdepot Ulmen (1959–1994)
- Munitionsaußenlager Ulmen (1994–2001)
- Standortfeldwebel Ulmen
- Depot-Wach- und Sicherungszug I und II Munitionsdepot Ulmen (Geräteeinheit)
- Depotumschlagzug Munitionsdepot Ulmen (Geräteeinheit)
- Feldpostamt Ulmen Munitionsdepot Ulmen
- Feuerwehr Ulmen beim Munitionsdepot Ulmen (Bundeswehrfeuerwehr)
- Materialausgabestelle für WHNS Ulmen
- Materialausgabestelle Munitionsdepot Ulmen